# اندیس شگفتی
شگفتی یک اندیس فلزی است که در حوالی شهر خوی استان آذربایجان غربی قرار دارد و مادهٔ معدنی موجود در آن، مس است.سنگ میزبان این اندیس آندزیت، بازالت است و دیرینگی آن به دوران کرتاسه بالایی می‌رسد. در این اندیس، پاراژنزهای کلریت، اپیدوت، کلیست یافت می‌شوند.